# Beat 'Em & Eat 'Em
Beat 'Em and Eat 'Em (також Mystique Presents Swedish Erotica) — порнографічна відеогра для Atari 2600 від American Multiple Industries 1982 року. Гравці керують двома оголеними жінками. Мета гри ― не промахнувшись зловити сперму в рот, яка падає з чоловіка, який мастурбує на даху. Ігровий процес порівнюють із грою Kaboom!. Існує також статево-реверсивна версія гри під назвою Philly Flasher, яка має ідентичний геймплей. Beat 'Em & Eat 'Em отримала негативні відгуки з моменту свого випуску і є часто цитованим прикладом порнографічних ігор для Atari 2600.

## Ігровий процес
Гравці керують двома оголеними жінками на вулиці, які повинні зловити в рот сперму, що надходить від мастурбуючого чоловіка на даху. Мета буде досягнута, якщо сперма торкнеться тіл жінок перед тим, як впаде на землю. Складніші умови вимагають від гравців зловити сперму, перш ніж вона потрапить за плечі жінок. Якщо гравець успішно ловить всю сперму за один раунд, дві жінки облизують губи, і гра переходить до наступного раунду. Якщо якась краплина сперми потрапляє на землю, перший раунд закінчується. Усього гравцям дозволено промахнутися чотири рази, якщо цей ліміт буде перевищено — раунд закінчується. Вони можуть отримати хід через кожні 69 набраних очок (до двох додаткових ходів). Гравці переміщують обох жінок за допомогою paddle-контролера, і в грі кожен гравець може контролювати одну жінку. Також Beat 'Em and Eat 'Em схожа на гру Kaboom! від Activision 1981 року.
Philly Flasher — це версія гри, де жінок і чоловіків зміненою місцями. У якій гравець керує двома в'язнями-чоловіками з оголеними геніталіями, що ловлять лактацію з грудей старої відьми. У випадку виграшу, замість того, щоб облизувати губи, двоє чоловіків будуть мастурбувати. В іншому — гра повністю повторює оригінал.

## Випуск
Beat 'Em & Eat 'Em був опублікована і розроблена компаніями American Multiple Industries і JHM Ltd. у 1982 році.
Пізніше була випущена змінена версія гри Philly Flasher в одному картриджі з подвійним кінцем разом із Cathouse Blues.  Права на продаж і розповсюдження взяла на себе компанія GameSource, яка змінила лінійку відеоігор для дорослих (включно з Beat 'Em & Eat 'Em) на «PlayAround». Компанія створила кілька картриджів із подвійним кінцем, на яких містились дві гри для дорослих в одному картриджі. Одніим з таких прикладів була компіляція Beat 'Em & Eat 'Em і Lady in Wading. Окрім того, у 2014 році компанія FG Software розробила порт на NES.

## Відгуки
Beat 'Em & Eat 'Em отримала негативні відгуки з моменту випуску. Цю гру часто приводять як приклад порнографічних ігор Atari 2600. Розробник також отримав критику за цю гру. Штаб-квартира Atari визначила як Beat 'Em & Eat 'Em, так і картридж PlayAround рівнем рідкості 5 з 10. Allgame поставив йому дві зірки з п’яти.
Seanbaby включив її до свого списку 10 найнепристойніших ігор усіх часів; він висміяв цитату в посібнику, яка карає гравців, які не встигають зловити сперму, оскільки сперматозоїд «міг би стати відомим лікарем або адвокатом» через те, що ковтання сперми має такий самий ефект, як і її падіння на землю — а саме: не може призвести до запліднення в будь-якому випадку. Він також розкритикував рівень еротизму, заявивши: «Є щось нееротичне в тому, щоб пропустити залицяння, прелюдію, власне секс і перейти одразу до ковтання сперми. З таким же успіхом вони могли б перейти безпосередньо до сну на мокрій плямі»
Засновник Destructoid Ніеро Гонсалес назвав її другою найсексуальнішою грою для Atari 2600, будь-коли створеною. Бретт Елстон критикував ранній Beat 'Em & Eat 'Em за те, що в ньому жінки зображувалися як «грубо спроєктовані шльондри». GamesTM використовували його як приклад ігор Atari 2600, у яких мастурбація є основною ігровою механікою. Люк Планкетт зазначив, що Beat 'Em & Eat 'Em була «відносно нешкідливою» грою для дорослих для Atari, на відміну від Custer's Revenge. Деймон Хетфілд висловив подив, що Beat 'Em & Eat 'Em було створено за 20 років до суперечливої мінігри Hot Coffee від Grand Theft Auto: San Andreas. Пі Джей Хрущак писав, що такі ігри, як Beat 'Em & Eat 'Em, були більше «дурними, ніж сексуальними». Люк з PALGN прокоментував, що Beat 'Em & Eat 'Em була «несмаком» і «недоречною». Стівен Пул розкритикував скандал зі зломом телефонів News International за допомогою Beat 'Em & Eat 'Em під назвою Whack 'Em & Hack 'Em у коментарі до рішення Верховного суду Сполучених Штатів про те, що відеоігри захищені Першою поправкою до Сполучених Штатів Конституція штатів і «виняток непристойності» Америки щодо свободи слова.